# Relationen mellan läkare och patient

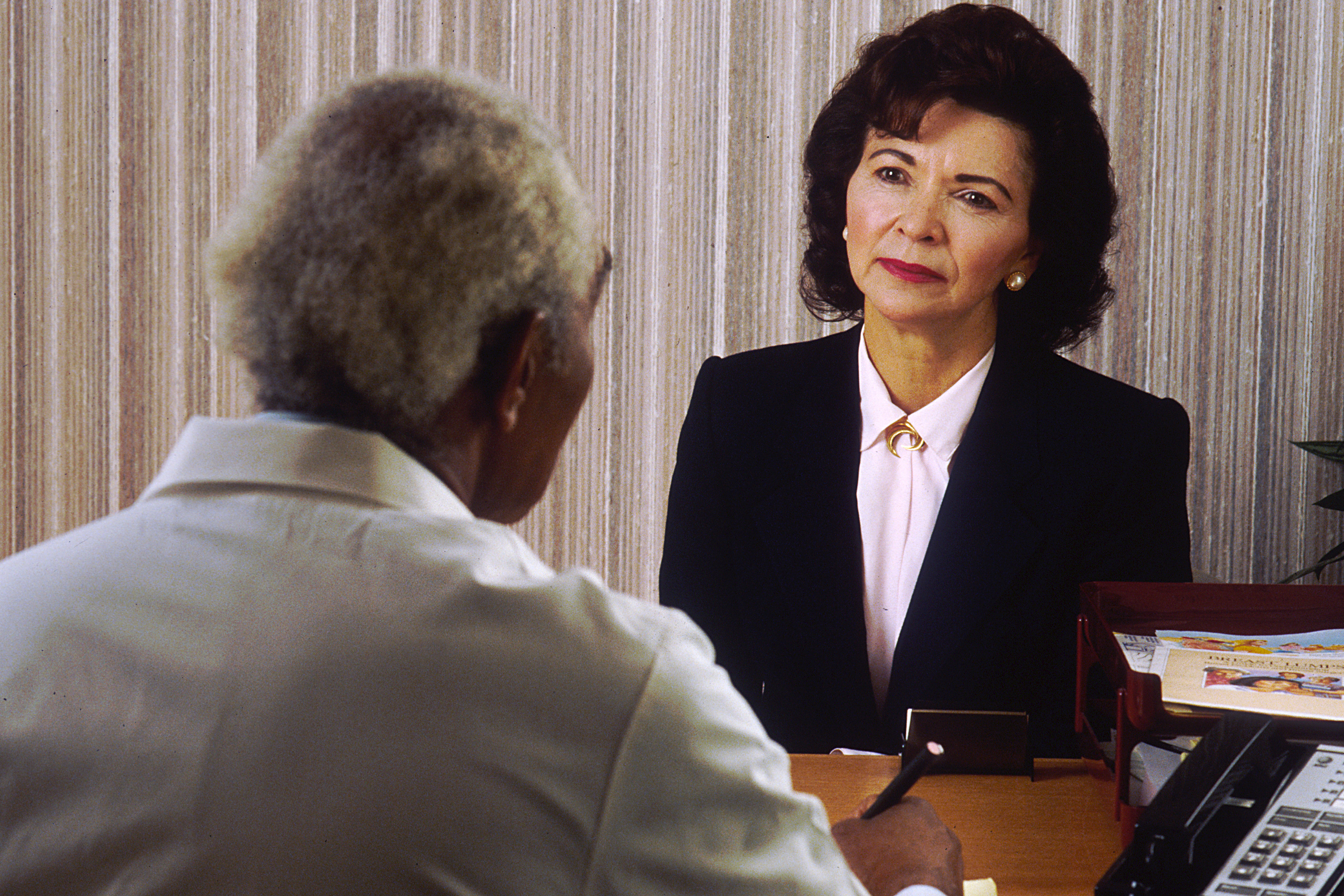
En läkare ger medicinska råd till en patient.

Relationen mellan läkare och patient är central inom praktiserande av medicin och är en nödvändighet för att kunna erbjuda vård av hög kvalitet, både vad gäller diagnostisering och behandling av sjukdom. Relationen mellan läkare och patient är en av de viktigaste grundstenarna i den moderna medicinska etiken. De flesta medicinska universitet undervisar medicinstudenter om detta redan från början innan de ens satt sin fot på ett sjukhus; detta för att upprätthålla det professionella förhållningssättet med patienterna samt respektera deras värdighet och integritet.

## Betydelse
En patient måste känna förtroende för kompetensen hos sin läkare och måste känna att han eller hon kan anförtro sig till läkaren. För de flesta läkare är det viktigt att kunna etablera ett gott samförstånd med sina patienter. Dock är detta om möjligt ännu viktigare inom vissa medicinska specialiteter, som exempelvis psykiatri och allmänmedicin, till skillnad mot exempelvis patologi och radiologi där patientkontakten är begränsad. 
Kvaliteten på kontakten mellan läkare och patient är viktig för båda parter. En bättre kontakt i termer av ömsesidig respekt, kunskap, tillit, delade värderingar och perspektiv på sjukdom och liv, och tillgänglig tid kan leda till att mängden och kvaliteten på informationen angående patientens sjukdom kan överföras bättre åt båda hållen, vilket förhöjer noggrannheten i diagnostiken och ökar patientens kunskap om sjukdomen. I de fall där denna kontakt fungerar dåligt kan läkarens förmåga att göra en fullständig bedömning begränsas och risken är större att patienten inte litar på diagnosen och behandlingen, vilket ger en minskad följsamhet (adherence) till de medicinska råden. Under dessa omständigheter eller där det finns en avvikande medicinsk uppfattning kan det vara bra att få ett andra utlåtande (second opinion) från en annan läkare.